# Detroit Bright’s Goodyears
Die Detroit Bright’s Goodyears waren ein US-amerikanisches Eishockeyfranchise der International Hockey League aus Detroit, Michigan. Die Spielstätte der Bright’s Goodyears war das Olympia Stadium. 

## Geschichte
Der Verein wurde 1945 als Franchise der International Hockey League gegründet, in der sie eines von vier Gründungsmitgliedern waren. Gleich in ihrer ersten Spielzeit konnte die Mannschaft aus der Autostadt Detroit erstmals das Finale um den Turner Cup erreichen, in dem sie jedoch ihrem Stadtrivalen, dem  Detroit Auto Club, in der Best-of-Three-Serie mit 1:2 unterlagen. Auch im folgenden Jahr erreichten die Goodyears die Finalserie, in der sie mit 0:3 gegen die Windsor Spitfires verloren. Anschließend konnte das Team aus Michigan nicht an diese Erfolge anknüpfen und verpasste zwei Mal in Folge die Playoffs, ehe das Franchise 1949 aufgelöst wurde.

## Saisonstatistik
Abkürzungen: GP = Spiele, W = Siege, L = Niederlagen, T = Unentschieden, OTL = Niederlagen nach Overtime SOL = Niederlagen nach Shootout, Pts = Punkte, GF = Erzielte Tore, GA = Gegentore, PIM = Strafminuten
| Saison  | GP | W  | L  | T | OTL | SOL | Pts | GF  | GA  | Platz     | Playoffs             |
| 1945–46 | 15 | 9  | 3  | 3 | —   | —   | 21  | 70  | 21  | 1., IHL   | Niederlage im Finale |
| 1946–47 | 28 | 13 | 9  | 6 | —   | —   | 32  | 154 | 128 | 3., IHL   | Niederlage im Finale |
| 1947–48 | 30 | 13 | 14 | 3 | —   | —   | 27  | 157 | 149 | 4., IHL   |                      |
| 1948–49 | 31 | 8  | 16 | 7 | —   | —   | 39  | 135 | 154 | 5., North | nicht qualifiziert   |

## Team-Rekorde

### Karriererekorde
- Spiele: 102  Lyle Dowell
- Tore: 86  Lyle Dowell
- Assists: 102  Lyle Dowell
- Punkte: 188  Lyle Dowell
- Strafminuten: 109  Wally Renaud